# Der Philosoph (1988)
Der Philosoph ist ein bundesdeutscher Spielfilm aus dem Jahr 1988, geschrieben, produziert und inszeniert von Rudolf Thome. Darin wird ein asketischer Philosoph aus West-Berlin durch drei umsorgende und gelegentlich nackte Grazien von des Gedanken Blässe zu dionysischen Freuden geführt. Die Kritik war sich uneins darüber, ob das auf die antike Philosophie und Mythologie anspielende Werk tiefsinnig oder oberflächlich sei, wobei die erste Filmhälfte besser beurteilt wurde als die zweite. Der Philosoph bildet nach Das Mikroskop und vor Sieben Frauen den Mittelteil von Thomes Trilogie „Formen der Liebe“. Die Filmförderungsanstalt steuerte 60.000 Deutsche Mark zur Herstellung des Films bei, der am 5. Januar 1989 in den Kinos anlief.

## Handlung
Georg Hermes, ein hagerer Mittdreißiger aus West-Berlin, ist Philosoph. Er hat über den Ausspruch „Alles fließt“ von Heraklit promoviert. Der höfliche, weltfremde, vollkommen in Bücher versenkte Mann lebt acht Jahre nach dem Tod seiner Mutter allein. Er kann weder schwimmen noch Auto fahren. Der Verlag Vittorio Klostermann hat sein Buch „Die Liebe zur Weisheit. Eine Anleitung zum Denken“ gedruckt, in ein paar Tagen soll er eine Lesung halten. Hierfür möchte er einen guten Anzug kaufen und betritt ein Modegeschäft. Die drei Verkäuferinnen, die er dort antrifft, heften sich an seine Fersen und besuchen die Lesung. Danach stellen sich Franziska, Beate und Martha ihm vor, und laden ihn, den sie anhimmeln, für den Sonntag zu sich ein.
Die drei Frauen bewirten ihn in ihrer Wohngemeinschaft, an der Spree gelegen, wo es ihm sehr gut gefällt. Schritt für Schritt führen sie den Asketen zu Genuss und Sinnlichkeit. Nach dem Besuch schreibt er Franziska einen Liebesbrief. Er rudert mit ihr über den Schlachtensee, wo er ins Wasser fällt, aber mangels Schwimmkenntnissen von ihr gerettet werden muss. Nach dem Ausziehen der nassen Kleider schläft sie mit dem bisher jungfräulichen Georg. Es gelingt ihr, ihn zum Einziehen in ihre Wohngemeinschaft zu bewegen. Die Frauen überlassen ihm ein Zimmer und schaffen einen Rechner an, den er anstelle einer Schreibmaschine zum Schreiben seiner Texte benutzen soll; Beate bringt ihm die Benutzung bei. Als sie ihn in ihr Bett holt, ihn und sich auszieht und sich auf ihn legt, bricht er ab, weil er Franziska liebe. Doch Franziska erklärt ihm, dass alle Menschen einander lieben könnten, er solle mit allen dreien von ihnen schlafen. Sie drei seien „Zeitagentinnen“, Gesandte, die ihn finden mussten, er aber müsse nun noch sich selbst finden. Georg zweifelt an dem Wunder, das ihm geschieht, und verlässt für einige Tage die Gemeinschaft, um in Ruhe über alles nachzudenken. Bald hat er hohes Fieber und ruft Franziska an, die ihn abholt. Unter der Pflege durch die drei Frauen genest er sehr schnell. Zu viert fahren sie ans Ufer des Wannsees, wo sie ekstatisch tanzen.

## Kritiken
Jürgen Richter von der Frankfurter Allgemeinen Zeitung verstand die drei Frauen als „Häscherinnen des Lustsystems“, die einen freien Mann an sich fesseln. Er könne sich lustvoll unterwerfen, ohne „bei diesem Traum das schlechte Gewissen des Machos zu spüren“, hätten doch die emanzipierten Amazonen „diese Haremssituation selbst geschaffen.“ Richter sprach von einer „unprätentiösen darstellerischen Gesamtleistung“ und einem „komödiantischen Ausspielen von über Kreuz geratenem Rollenverhalten und Erwartungshaltungen, in dem spektakuläre Gags deplaziert wären.“ Nach Meinung von Hellmuth Karasek wolle Rudolf Thome „nicht einfach den Paschatraum eines Intellektuellen“ ausleben, sondern das Publikum „wohl lehren, daß nichts so wenig glücklich macht wie das vollkommene Glück“. Zwar beginne der Film „so locker, heiter, unangestrengt“, und die Frauen seien sexuell vergnügt. Später verliere er jedoch seine „voyeurhafte Lust auf die Grazien“, die nun zu Zeitagentinnen werden, wandere in „deutschen Tiefsinn“ ab und stochere bis zum aufgesetzten Ende „zäh im Sinn des Lebens herum.“ Anders verstand Norbert Grob von der Zeit das Werk. Thomes Filme richteten sich an Zuschauer, die vorausdachten und die Bilder, die ihren Sinn offenlassen, nur als „vorläufige Skizze“ nähmen. Daher solle man sich hüten, die Rede von „Zeitagentinnen“ und „Göterbote“ wörtlich zu nehmen; einen tieferen Sinn habe die Erzählung nicht, vielmehr sei sie ein Märchen mit Geheimnis. Der Philosoph biete einen im Kino bisher nicht bekannten Helden mit „ungewöhnlichem Charme“, dessen Wesen „gegen das Selbstverständliche gerichtet“ sei. Leider häuften sich gegen Ende „die erklärenden Dialoge.“
Rainer Gansera von epd Film fand es merkwürdig, dass sich zwar die Hauptfigur von einer armseligen und schüchternen zu Sinnlichkeit und Souveränität hin entwickle, der Stil des Films aber die umgekehrte Richtung einschlage. Nach „einer sinnlichen Präsenz und Stimmigkeit“, „zugleich zart und scharf“ und einer „konzentrierten Leichtigkeit“ zu Beginn werde er immer blasser und schemenhafter. Thome fange an, die Frauen „ins aufgesetzt Mythologische zu verdünnen“, und verliere seine Einbildungskraft. Der Fischer Film Almanach schloss sich Ganseras Urteil über den Stil an und riet davon ab, den Film allzu wörtlich zu nehmen oder über seinen Gehalt zu philosophieren. Der film-dienst verneinte, dass Thome mit „gedankenschwerer Tiefsinnigkeit“ erzähle, vielmehr befand er den gewogenen Film für zu leicht. „Wäre Thomes Variante zur Liebe realistisch gemeint, gäbe sie eine leichte Beute für Spötter jeglicher Couleur ab.“ Doch Alltags- oder Gesellschaftsprobleme kämen kaum vor, die Geschichte sei eine „schwerelose Nichtigkeit aus der immer wieder Anflüge von Humor für die Subtilen im Publikum hervorbrechen. Seit den Zeiten der griechischen Götter haben wohl Mythen wie auch Philosophen entscheidend an Kraft und Relevanz eingebüßt.“ Neben stimmigen Bildern fänden sich auch Plattitüden wie das penetrante Wassermotiv oder der Tanz am Ende.